# Vrancke van der Stockt

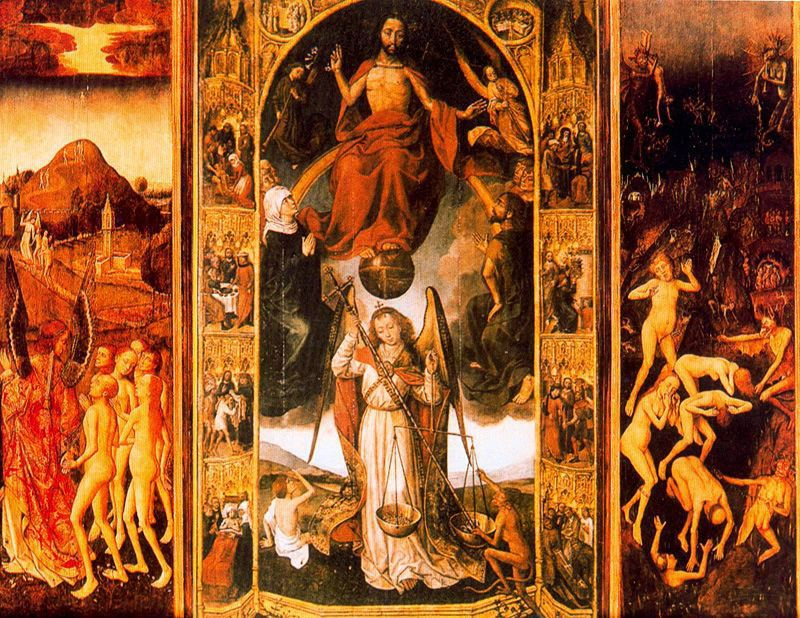
Sąd Ostateczny (1455-1459)

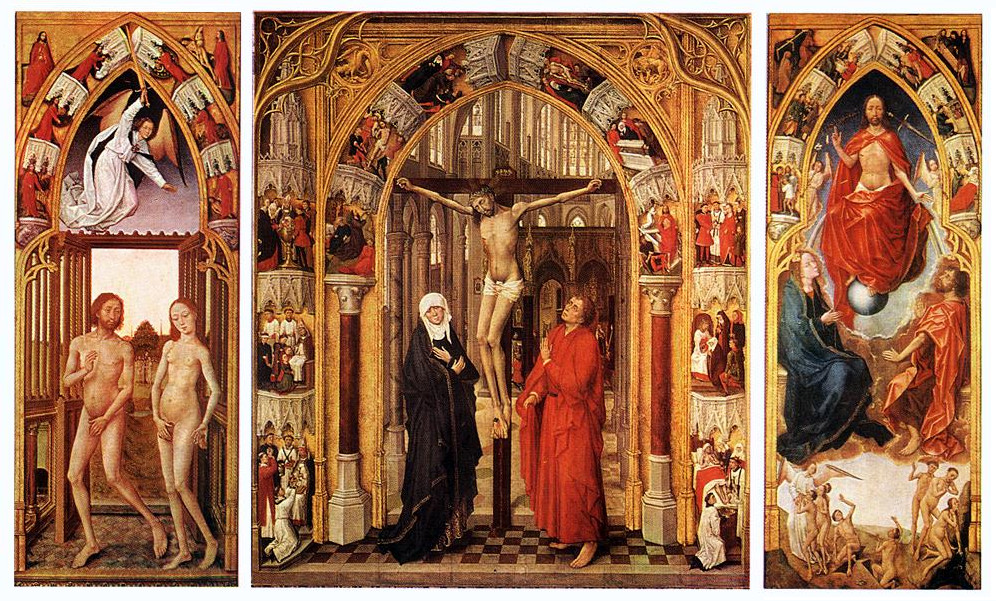
Tryptyk Odkupienia (1455-1459)

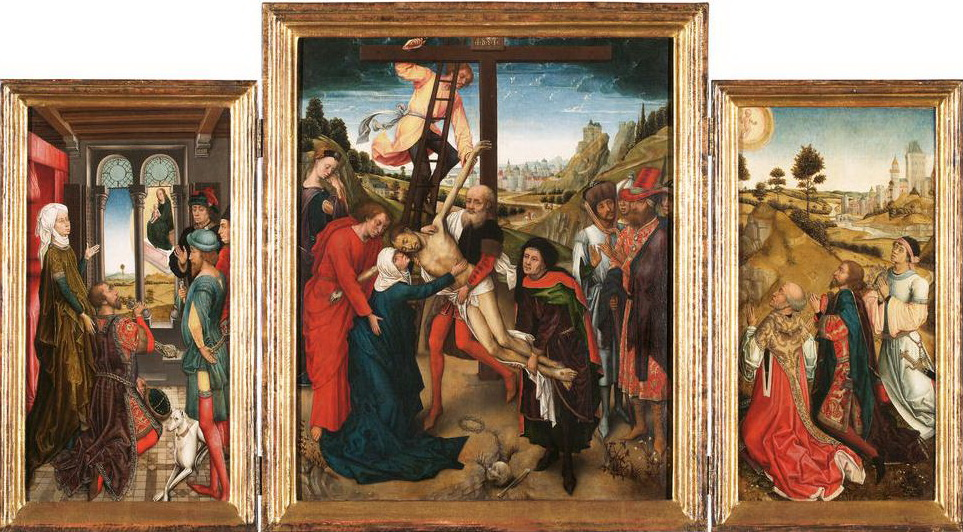
Zdjęcie z krzyża (1455-1459)

Vrancke van der Stockt (ur. przed 1420 w Brukseli, zm. 14 czerwca 1495 tamże) – niderlandzki malarz i rysownik.

## Życiorys
Prawdopodobnie był uczniem i współpracownikiem Rogiera van der Weydena. Po jego śmierci w 1464 został oficjalnym malarzem miasta Brukseli. Warsztat odziedziczył po ojcu Janie, który zmarł w 1444. W 1445 został mistrzem gildii św. Łukasza w Brukseli. W 1468 roku pracował w Brugii wykonując dekoracje na ślub Małgorzaty Yorku z Karolem Śmiałym. Przypisane mu dzieła powstawały pod silnym wpływem Rogiera van der Weydena. Jego dwaj synowie Bernaert van der Stockt i Michiel van der Stockt również byli malarzami. 

## Przypisane dzieła
- Madonna z Dzieciątkiem i świętymi -  ok. 1450, 53 × 38 cm, Städel Museum, Frankfurt nad Menem
- Donator ze św. Janem Chrzcicielem -  1470, 45,7 x 20,8 cm, Allen Memorial Art Museum, Oberlin (Ohio)
- Tryptyk Odkupienia lub Alegoria Zbawienia -  1455-59, 195 x 326 cm, Prado, Madryt 
  - Ukrzyżowanie -  195 x 172 cm 
  - Wygnanie z Raju -  195 x 77 cm (lewe skrzydło) 
  - Sąd ostateczny -  95 x 77 cm (prawe skrzydło)
- Sąd Ostateczny -  1460, Muzeum Historii Miasta, Walencja 
  - Sąd Ostateczny -  195 x 326 cm (tryptyk otwarty) 
  - Raj -  (lewe skrzydło) 
  - Piekło -  (prawe skrzydło) 
  - Wygnanie z raju -  (tryptyk zamknięty)
- Zdjęcie z krzyża -  1460, Stara Pinakoteka, Monachium 
  - Zdjęcie z krzyża -  62 x 51,5 cm (część środkowa)
- Opłakiwanie -  86,4 x 71,3 cm, Museum Mayer van den Bergh, Antwerpia
- Biczowanie -  99 x 68 cm, Muzeum Sztuk Pięknych, Walencja